# Eugenio Sotillos
Eugenio Sotillos (12 de agosto de 1919 - 20 de abril de 2005) fue un guionista de cómic y novelista español. Usó los seudónimos de Donald Meyer y Larry Hutton.

## Biografía
Eugenio Sotillos Torrent desarrolló toda la primera parte de su carrera en Toray, donde destacó con seriales como Jim Huracán y Johnny Comando y Gorila.
Ya en los años setenta, trabajó para Vilmar Ediciones y Bruguera.

## Obra
| Años | Título                    | Dibujante                      | Tipo                       | Publicación          |
| ---- | ------------------------- | ------------------------------ | -------------------------- | -------------------- |
| 1958 | Rosas Blancas Extra       |                                | Serial                     | Toray                |
| 1958 | Azucena                   |                                | Serial                     | Toray                |
| 1959 | Jim Huracán               | Jordi Buxadé, César López Vera | Serial con Mariano Hispano | Toray                |
| 1960 | Hazañas Bélicas núm. 280- | José Espinosa                  | Serial                     | Toray                |
| 1962 | Relatos de Guerra         |                                | Serial                     | Toray                |
| 1962 | Brigada Secreta           |                                | Serial                     | Toray                |
| 196? | Johnny Comando y Gorila   | José Espinosa                  | Serie                      | Hazañas Bélicas Roja |
| 1964 | Serenata Extra            |                                | Serial                     | Toray                |
| 1965 | Espionaje                 |                                | Serial                     | Toray                |
| 1965 | Gorila                    | José Espinosa                  | Serial                     | Toray                |
| 1966 | Novelas Gráficas Clásicas |                                | Serial                     | Toray                |
| 1966 | Las Enfermeras            |                                | Serial                     | Toray                |
| 1968 | Aventuras                 |                                | Serial                     | Toray                |
| 1968 | Donald Cash               | Jordi Nabau                    | Serie                      | Hurón                |
| 1968 | Capitán Stapleton         | Borrell                        | Serie                      | Aventuras            |
| 1968 | Hombres Famosos           |                                | Serial                     | Toray                |
| 197? | Capitán Barba Loca        | Jordi Nabau                    | Serie                      | Bruguera             |